# 绒啄木鸟
绒啄木鸟（拉丁文学名：Dryobates pubescens；英文名：Downy  woodpecker）是啄木鸟的一种，也是北美洲体型最小的啄木鸟。

## 描述

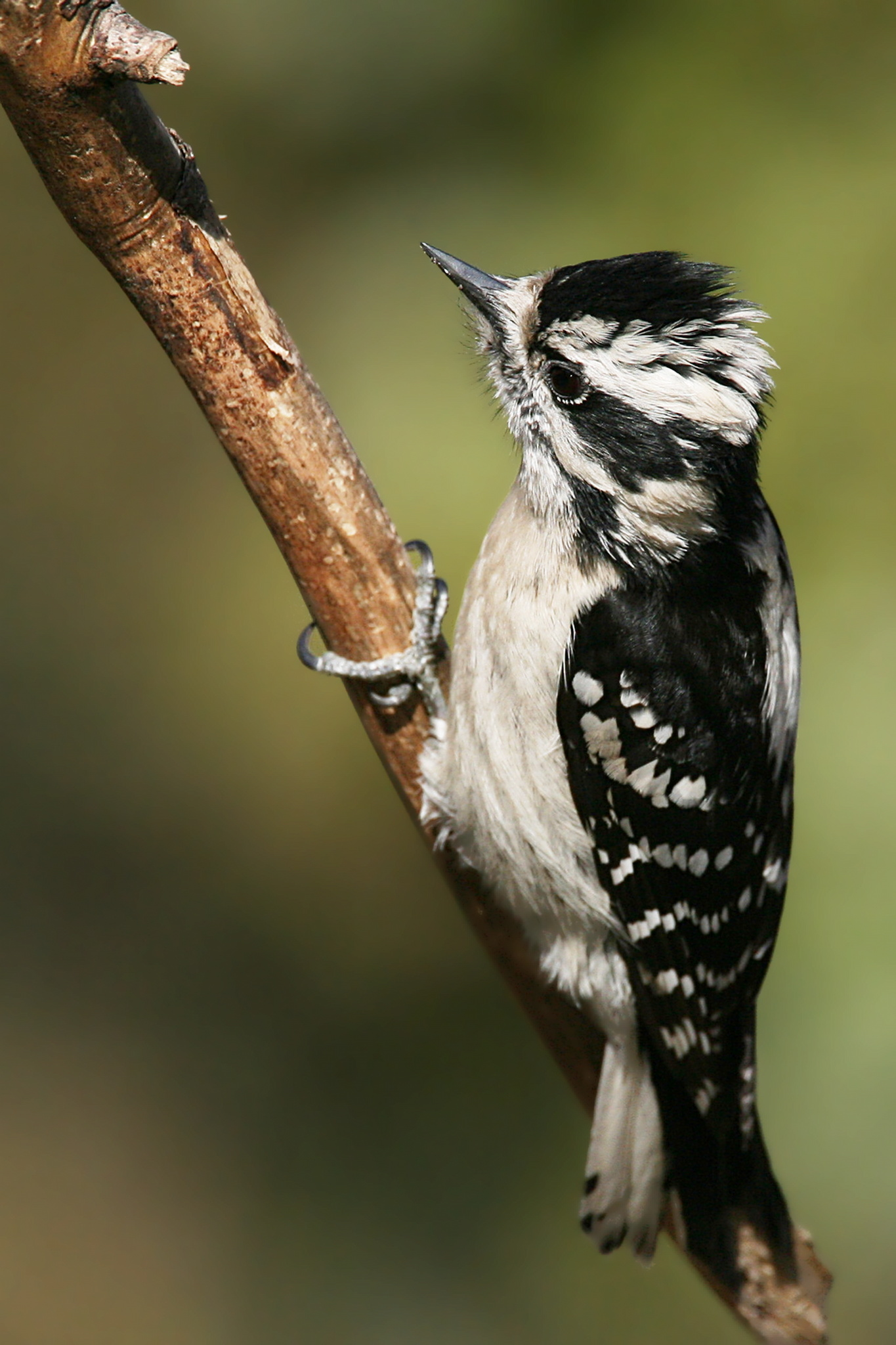
雌鸟缺少头部后方的红斑

绒啄木鸟的成鸟是北美洲啄木鸟中体型最小的，但在世界范围内有许多体型更小的啄木鸟物种，尤其是姬啄木鸟。该物种体长在14至18厘米之间，翼展在25至31厘米之间，体重在20至33克之间。其标准测量数据如下：翼宽8.5–10 cm，尾长4–6 cm，喙长1–1.8 cm，跗蹠长1.1–1.7 cm。绒啄木鸟翅膀基部主要为黑色，而其背部、喉部及腹部为白色，翅膀上亦有白色斑点。在其眼上与眼下各有一个白色条带。其尾羽大部分为黑色，但外侧为白色且有黑纹。成年雄鸟头部后方有红斑，而幼鸟整个头部后方均为红色。
绒啄木鸟在羽毛色型上与体型更大的长嘴啄木鸟大致相同，但前者可以通过白色尾羽上的黑色斑点及喙的长度与后者区分开。绒啄木鸟的喙比头短，而长嘴啄木鸟的喙与头几乎等长。
绒啄木鸟可发出多种鸣声，包括短促的pik声。该鸟种可以通过pik声被识别，两声之间大约间隔半秒（至少应听到四声）。其嘎嘎声则是短促的爆发声，类似于弹跳球，而HAWO声则是相同振幅但更短促的爆发声。像其他啄木鸟一样，它们也将喙啄入树木中，产生啄木声（听上去像四下敲击）。与其他北美洲的啄木鸟相比，其敲击声频率更缓慢。

## 分类
虽有许多相似之处，绒啄木鸟与长嘴啄木鸟并非近缘物种，而是在不同的属中；两者在外形上的相似是趋同演化的显著例子。它们如此演化的原因仍不能被确切地解释；但其可能与取食大小不同的食物并且不具有很强的生态竞争相关。包括美国鸟类学会在内的一些生物分类学机构继续把这个物种放在啄木鸟属中。

## 生态与行为
绒啄木鸟原生于北美的林地，且主要为落叶林。其分布范围包括美国和加拿大的大部分地区，但并不包括西南部的沙漠和北部的苔原。该物种大多数为永久性留鸟，但北方的个体亦可能会向南迁徙；山区的个体亦可能会迁徙到海拔较低的地区。
绒啄木鸟在由其一对配偶从树干或主枝上凿出的树洞上筑巢。 在冬季，它们栖息在树洞里。绒啄木鸟在树上觅食，在夏季凿掘树皮表面，在冬季则凿掘得更深。它们主要以昆虫为食，但亦以种子和浆果为食。它们是欧洲玉米螟的天敌，而该蛾类昆虫每年使美国农业界因玉米减产及玉米螟数量控制而总共损失花费超过10亿美元。绒啄木鸟经常可以在市郊的后院中的成熟的树木上被人找到，特别是在冬季。在这些地方，它们可以以网状喂鸟器提供的动物油脂和带壳花生为食。